# O selige Nacht

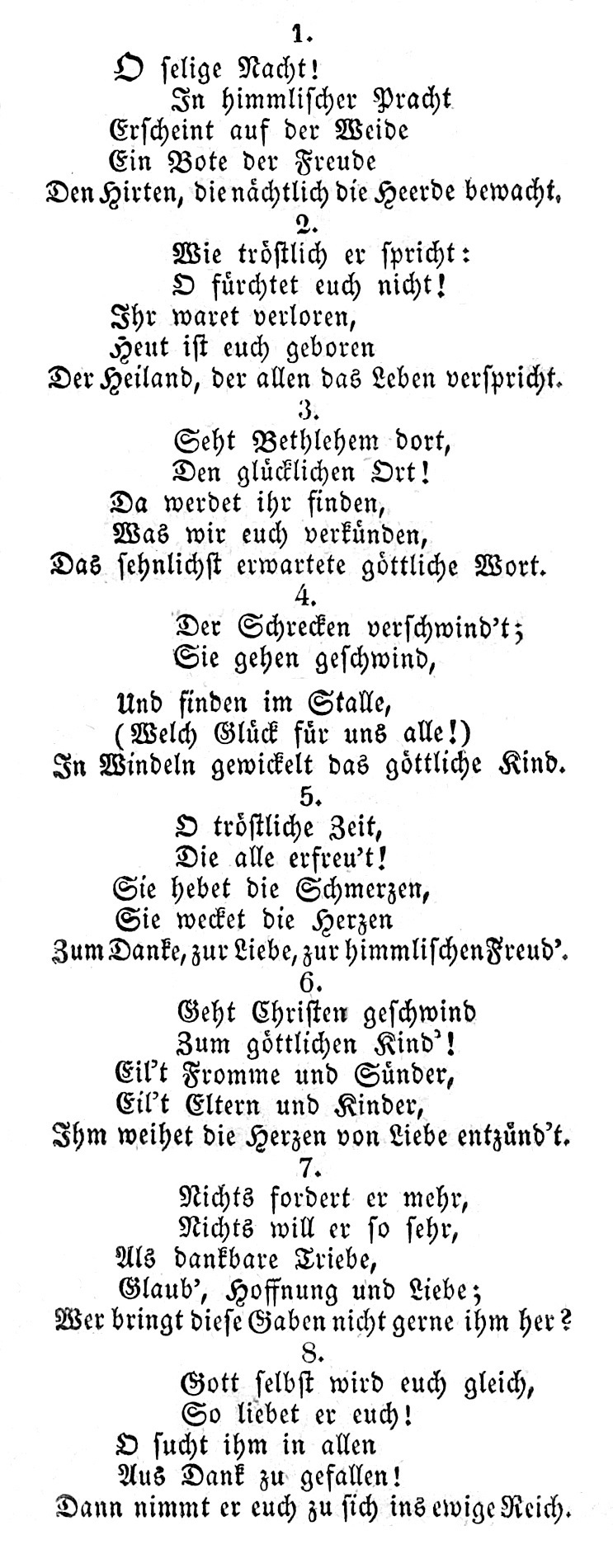
O selige Nacht in Christoph Bernhard Verspoells Gesänge beim Römischkatholischen Gottesdienste, Münster 1829

Das Lied O selige Nacht ist ein ursprünglich achtstrophiges katholisches Kirchenlied für den Weihnachtsfestkreis und ist inhaltlich eine poetische Wiedergabe der Verkündigung aus dem Weihnachtsevangelium. 

## Herkunft und Varianten
Text und Melodie werden im Allgemeinen Christoph Bernhard Verspoell zugeschrieben, der es in der heutigen Fassung 1810 in Gesenge beym Römisch-katholischen Gottesdienste nebst angehängtem Gebetbuche veröffentlichte.
Die komplette Urheberschaft Verspoells ist umstritten, lediglich die heute gültige Fassung ist von ihm. Die Melodieⓘ soll die Bearbeitung einer Melodie aus einem Augsburger Gesangbuch sein. Verbreitet ist auch die Melodiefassungⓘ aus Heinrich Bones Cantate (1852). Der Gotteslob-Diözesanteil der Kirchenprovinz Hamburg enthält beide Varianten. Der Text existiert bereits als Druck aus dem 18. Jahrhundert, der älteste Nachweis ist von 1677.
Das Lied gehört zu den häufig gesungenen Liedern und stand auch bereits in den Diözesangesangbüchern wie dem Laudate (1950) oder dessen Vorgängern von 1932 bzw. 1922. Im 1922er Gesangbuch (Münster) hat O selige Nacht sechs Strophen, wobei vier davon mit den heute bekannten bis auf kleinere Abwandlungen identisch sind.
Das Lied steht in den Diözesananhängen des Gotteslobes (2013) verschiedener Diözesen, wie auch schon in Anhängen zum Gotteslob (1975). Während der Münsteraner Eigenteil und der für die Ostbistümer eine vierstrophige Version enthält (Strophen 1–3 und 6 des untenstehenden Textes), ist im Eigenteil des Erzbistums Köln des Gotteslobes von 2013 eine sechsstrophige Variante abgedruckt. Gegenüber Verspoells Text sind einige Strophen verändert und die Reihenfolge der Strophen vertauscht.
Zu diesem Lied gibt es im Sauerland und im Paderborner Land eine in der Melodie leicht modifizierte Variante, eine völlig andere Melodie ließ der aus Ahlen stammende Organist Johann Martin Roeren in seinem 1845 in Essen gedruckten Choralbuch für den katholischen Kirchengesang veröffentlichen.

## Text
| 1. O selige Nacht! In himmlischer Pracht erscheint auf der Weide ein Bote der Freude den Hirten, die nächtlich die Herde bewacht. 2. Wie tröstlich er spricht: „O fürchtet euch nicht! Ihr waret verloren, heut ist euch geboren der Heiland, der allen das Leben verspricht. | 3. Seht Bethlehem dort, den glücklichen Ort, da werdet ihr finden, was wir euch verkünden: das sehnlich erwartete göttliche Wort!“ 4. Voll Freuden sie sind, sie eilen geschwind und finden im Stalle das Heil für uns alle in Windeln gewickelt, das göttliche Kind. | 5. Eilt, Christen, geschwind zum göttlichen Kind. Eilt, Fromme und Sünder. Eilt, Eltern und Kinder. Ihm weihet die Herzen von Liebe entzündt. 6. O tröstliche Zeit, die alle erfreut; sie lindert die Schmerzen, sie wecket die Herzen zum Danke, zur Liebe, zur himmlischen Freud. |

Quelle:

## Melodie
Quelle: Text und Melodie: Christoph Bernhard Verspoell